# Région autonome de Bougainville
Pour les articles homonymes, voir Bougainville.
La région autonome de Bougainville (en anglais : Autonomous Region of Bougainville, en tok pisin : Otonomos Bogenvil Gavman, /ˈboʊ.ɡən.ˌvɪl/ ; en tok pisin : Bogenvil) est une région autonome de la Papouasie-Nouvelle-Guinée. Elle est composée principalement de l'île Bougainville et de quelques îles proches. L'ensemble de ces îles fait partie (sur le plan géographique, mais non pas politique) des îles Salomon contrairement au reste du pays qui s'étend sur l'archipel Bismarck et la Nouvelle-Guinée.
Lors du référendum d'autodétermination organisé du 23 novembre au 7 décembre 2019, 97,7 % des votants se prononcent en faveur de l'indépendance. Il s'ensuit une phase de consultation entre les représentants de la région et ceux du pouvoir central qui aboutit fin 2021. La même année, les chefs rebelles de Bougainville et le gouvernement de la Papouasie-Nouvelle-Guinée s'accordent sur un processus devant aboutir à une déclaration d'indépendance d'ici 2027.

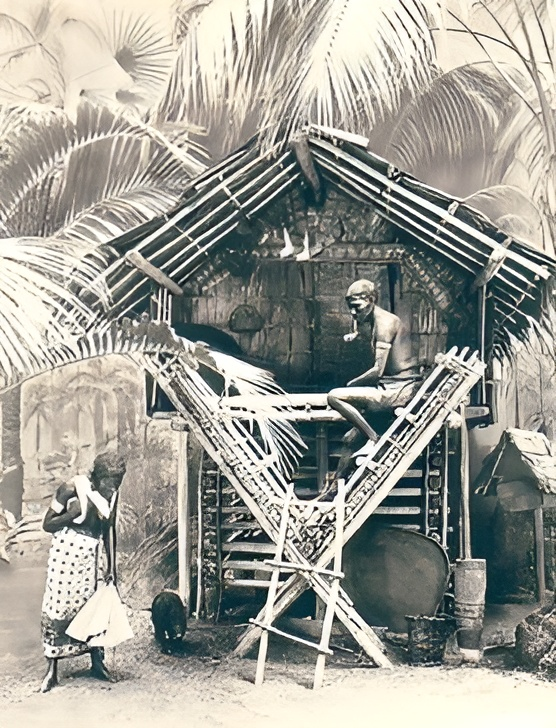
Réplique d'une maison en pieu traditionnel construit par des hommes de Toboroi, île de Bougainville.

## Géographie
La région de Bougainville occupe le Nord de l'archipel des Salomon avec l'île Bougainville, qui est la plus grande île de cet ensemble. La frontière entre la Papouasie-Nouvelle-Guinée et les Îles Salomon se situe juste au sud au milieu d'un détroit de 9 km qui la sépare des îles Shortland. L'île salomonienne de Choiseul est 30 km plus au sud.
L'île Buka se trouve au Nord de Bougainville, séparé par un mince détroit. La région comprend d'autres îles et atolls plus ou moins éloignés :
- les îles Green avec son île principale Nissan ;
- les Îles Carteret ;
- l'atoll de Takuu, une exclave polynésienne ;
- l'atoll de Nukumanu, une exclave polynésienne ;
- les îles Nuguria, une exclave polynésienne.

L'île principale, Bougainville, est de nature volcanique, avec le Bagana pour principal volcan actif.

### Relief et caractéristiques géologiques
L’île principale de Bougainville, située dans l’archipel des Salomon, s’étend sur environ 190 km de long et 50 km de large. Elle est dominée par une chaîne de montagnes escarpées qui traverse son centre, avec des sommets culminant à plus de 2 500 mètres, comme le mont Balbi (2 715 m) et le mont Bagana, un volcan actif. Les zones côtières sont étroites, souvent entrecoupées de falaises et de plages. Les sols volcaniques riches favorisent une végétation dense et une agriculture prospère, en particulier pour le cacao et la coprah, deux cultures commerciales majeures.

### Hydrographie et climat
L’île est parcourue de nombreux cours d’eau et rivières qui prennent leur source dans les montagnes centrales. Ces rivières alimentent des bassins fertiles avant de se jeter dans l’océan Pacifique. Le climat est équatorial, chaud et humide, avec une saison des pluies qui s’étend de novembre à avril. Ce climat soutient une biodiversité remarquable, notamment dans les forêts tropicales qui recouvrent une grande partie de l’île.

### Ressources naturelles et exploitation
Bougainville dispose de ressources naturelles variées, notamment des gisements minéraux comme l’or et le cuivre. Le célèbre site minier de Panguna, autrefois l’un des plus grands gisements de cuivre au monde, est situé dans les montagnes centrales. Cependant, l’exploitation de cette mine a été interrompue en raison de conflits sociaux et environnementaux, et elle reste un sujet de discorde entre les communautés locales et les autorités autonomes.

### Îles et atolls adjacents
Outre Bougainville, la région autonome comprend environ 168 îles, dont l’île de Buka, située au nord, séparée par un étroit passage maritime. Buka, bien que plus petite, joue un rôle clé comme centre administratif depuis les conflits des années 1990. Les atolls comme Nissan et Tulun complètent cet ensemble insulaire, offrant des écosystèmes marins uniques et des ressources halieutiques importantes.

## Histoire
L'île Bougainville et les petites îles à proximité, dans l'ouest de l'Océanie, sont peuplées de Papous depuis 28 000 ans, rejoints par des migrants austronésiens il y a quelque 3 500 ans. Bougainville est visitée par le marin et navigateur français Louis-Antoine de Bougainville, qui entreprit son exploration vers 1768 et donna son nom à l'île. Les îles de la région sont colonisées en 1885 par la Compagnie de Nouvelle-Guinée, pour le compte de l'Empire allemand via le protectorat allemand de Salomon du Nord. En novembre 1899, l'Allemagne transfère Choiseul, Santa Isabel, les îles Shortland et Ontong Java aux protectorat des îles Salomon britanniques, mais conserve Bougainville et les îles environnantes. Les missionnaires y débutent le processus de christianisation en 1902.
Bougainville est occupée par les forces japonaises pendant la Seconde Guerre mondiale de mars 1942 à novembre 1943. À l'issue de la Première Guerre mondiale, qui marque la disparition de l'empire colonial allemand, Bougainville passe sous souveraineté australienne en 1947, et est rattachée au Territoire de Nouvelle-Guinée. Elle le demeure jusqu'en 1975, quand elle devient une province (appelée d'abord province de Salomon du Nord, avant de devenir région autonome en 1998) de la Papouasie-Nouvelle-Guinée qui accède alors à l'indépendance.

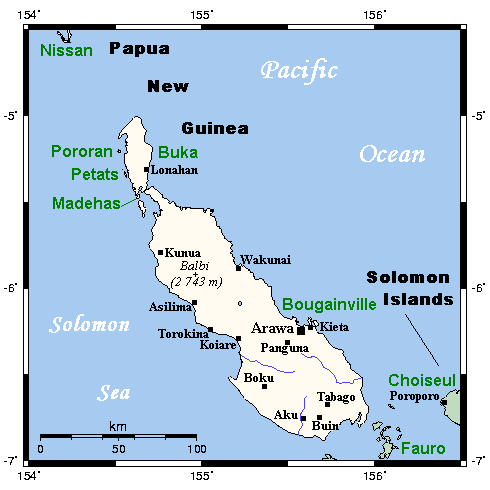
Carte de la province de Bougainville.

L'île demeure un haut lieu de l'exploitation des gisements miniers d'or et de cuivre.
En 1972, Bougainville Copper, filiale de Rio Tinto commence l'extraction du cuivre dans une mine à ciel ouvert à Panguna, qui devient la plus grande mine de cuivre à ciel ouvert du monde. Les habitants protestent, à la fois contre les dégâts environnementaux qui en résultent, et contre le peu de retombées économiques pour la population locale. La mine est fermée en 1989 à la suite d'opérations de sabotage menées par l'Armée révolutionnaire de Bougainville.
En 1975, la Papouasie-Nouvelle-Guinée obtient son indépendance, ce nouvel État incluant Bougainville, dont les ressources minières sont jugées cruciales pour l'économie du pays. Un mouvement sécessionniste déclare brièvement l'indépendance de Bougainville, de septembre 1975 à août 1976, avant de réintégrer la Papouasie-Nouvelle-Guinée.

### Guerre civile
En 1988, les griefs liés à l'exploitation minière amènent Francis Ona et Pepetua Serero (en) à lancer un mouvement de résistance armé : l'Armée révolutionnaire de Bougainville (BRA). La mine est contrainte de fermer l'année suivante. La BRA proclame l'indépendance de Bougainville, se dotant d'un « gouvernement par intérim », dirigé par Francis Ona et Joseph Kabui. Les forces armées de Papouasie-Nouvelle-Guinée investissent le territoire, et imposent un blocus sur l'île : c'est la guerre civile, à la fois entre la BRA et l'armée papou-néo-guinéenne et entre la BRA et des Bougainvillais qui lui sont opposés. Des parties de l'île sont en proie à des groupes criminels armés. Les diverses factions commettent des exactions et des violations des droits humains, notamment contre des civils. La décennie de violences fait près de 20 000 morts.
À partir de 1997, la Nouvelle-Zélande exerce un rôle de médiateur, ce qui aboutit à un accord de paix le 30 août 2001. L'accord prévoit que Bougainville demeure pour l'heure partie constituante de la Papouasie-Nouvelle-Guinée, mais avec une autonomie fortement accrue, et avec la tenue d'un référendum d'indépendance devant avoir lieu avant 2020. Francis Ona et une faction minoritaire de la BRA refuse l'accord. Ona se déclare « roi de Bougainville » en 2004, mais vit caché et ignoré. Il meurt de la malaria en 2005, peu après la tenue d'élections qui mettent en place les institutions de la nouvelle Région autonome de Bougainville. Joseph Kabui, ancien commandant de la BRA, devient le premier président de Bougainville, jusqu'à son décès d'une crise cardiaque en juin 2008. La Région autonome a le contrôle de la mine de Panguna, qui n'est toutefois pas rouverte ; l'accord de paix stipule notamment que les terres et les ressources appartiennent aux populations locales, et les négociations se révèlent difficiles.

### Référendum d'autodétermination de 2019
À la suite du conflit armé des années 1990, et de l'accord de paix de 2001, Bougainville bénéficie d'une autonomie bien plus importante que les autres provinces du pays. Un référendum sur l'indépendance était prévu pour juin 2019 ; en raison d'un manque de financement destiné à la préparation du scrutin, et de listes électorales incomplètes, il est repoussé une première fois au 12 octobre, puis une seconde fois au 23 novembre, à la demande de la commission référendaire, une grande partie des fonds promis par le gouvernement national n'ayant pas été versés. Ce dernier, tout comme le gouvernement régional, assure alors qu'aucun nouveau report ne sera mis en œuvre. Le référendum est étalé sur quinze jours, du 23 novembre au 7 décembre 2019, et les résultats sont rendus publics le 11 décembre. Ceux-ci donnent une écrasante majorité en faveur de l'indépendance, plus de 98 % des Bougainvillois s'étant rendus aux urnes ayant fait ce choix, pour une participation de plus de 87 %. Une phase de consultation est menée jusqu'en mars 2020 après une période de quarante jours à l'issue de laquelle aucun recours contre le processus n'est déposé, toutes les parties validant les résultats du référendum. Les deux gouvernements commencent le mois suivant l'élaboration d'une feuille de route pour le règlement de la transition.
Les négociations finissent par aboutir à la conclusion d'un accord de principe le 7 juillet 2021. Celui ci prévoit l'indépendance effective de Bougainville au maximum en 2027, avec un échelonnement du processus sur plusieurs années afin de permettre à la Papouasie-Nouvelle-Guinée de procéder à des amendements constitutionnels et à Bougainville de rédiger sa propre constitution. Les négociations s'enlisent par la suite sans que le processus en évoqué ne soit confirmé par la voie parlementaire, ce qui amène Toroama a s'en plaindre publiquement le 10 décembre 2021 lors d'un discours tenu à l’occasion de la troisième réunion de consultation commune. Trois jours plus tard, Toroama et Marape signent une déclaration commune confirmant le processus devant conduire à une indépendance de Bougainville entre 2025 et 2027, avec la présentation devant les gouvernements des deux gouvernements d'une feuille de route avant le 31 janvier 2022. Cette dernière doit alors commencer à être mise en œuvre deux mois plus tard, sous réserve d'un avis favorable des deux gouvernements.
En juin 2022, la Commission préparatoire à la constitutionnelle de Bougainville (en anglais : Bougainville Constitutional Planning Commission ou BCPC) entame une large consultation de trois mois pour couvrir les quartiers de chaque circonscription ; les commissaires recueillent les points de vue des Bougainvilliers pour rédiger une nouvelle constitution autochtone pour un État souverain indépendant. La BCPC, composé de 40 commissaires, a été nommé par le Conseil exécutif de Bougainville et a prêté serment au début de l'année 2022 devant le président Toroama avec comme objectif de disposer d'un premier projet de constitution d'ici la fin de l'année.
Le 7 juillet 2023, le Bagana entre en éruption, entraînant le déplacement de milliers d'habitants dans des camps d'accueil bénéficiant d'une aide humanitaire internationale.

## Démographie

### Population et répartition géographique
Bougainville, avec une population estimée à environ 300 000 habitants (d'après le recensement de 2011), est la région autonome la plus densément peuplée de la Papouasie-Nouvelle-Guinée. La majorité de la population est concentrée dans des zones rurales, répartie entre les trois principales régions géographiques : le nord, le centre et le sud. Les centres urbains, comme Buka et Arawa, jouent un rôle croissant dans la vie économique et administrative, mais restent relativement modestes par rapport aux standards urbains nationaux.

### Diversité ethnique et linguistique
Bougainville est caractérisée par une extraordinaire diversité linguistique et culturelle. On y recense plus de 20 langues distinctes, issues principalement des familles linguistiques austronésiennes et papoues. Ces langues reflètent les multiples groupes ethniques qui habitent l’île, chacun ayant ses propres traditions, coutumes et identités culturelles.

### Dynamique démographique et défis
Le taux de natalité à Bougainville est élevé, mais la région fait face à plusieurs défis, notamment un accès limité aux services de santé et d’éducation. La croissance rapide de la population met à rude épreuve les infrastructures locales, déjà affaiblies par des décennies de sous-développement et par les séquelles de la guerre civile (1988-1998). Par exemple, moins de 60 % des habitants ont accès à des services de santé de base, et l’espérance de vie reste inférieure à la moyenne nationale.

### Migration et urbanisation
Au cours des dernières décennies, des mouvements migratoires internes ont été observés, avec une augmentation du nombre de personnes se déplaçant des zones rurales vers les centres urbains. Cette migration est souvent motivée par la recherche de meilleures opportunités économiques et éducatives, bien que les villes de Bougainville manquent encore d’infrastructures pour accueillir une population croissante.

### Rôle de la jeunesse et de l’éducation
Avec une population majoritairement jeune (plus de 40 % des habitants ont moins de 15 ans), l’île fait face à des défis significatifs en matière d’éducation et d’emploi. L’accès à une éducation de qualité reste un enjeu clé, car de nombreux villages éloignés manquent d’écoles adéquates. Néanmoins, des initiatives locales et internationales visent à améliorer la scolarisation et la formation professionnelle.
En résumé, la démographie de Bougainville est marquée par sa jeunesse, sa diversité ethnique et les défis liés à une croissance rapide dans un contexte de reconstruction après des décennies de conflits et de marginalisation économique.

## Politique

### Institutions
De par sa constitution adoptée en 2004, la Région autonome de Bougainville est dirigée par une Chambre des représentants (corps législatif) de 41 membres dont 39 élus au suffrage universel, et par un Conseil exécutif de quatorze membres, principalement choisis parmi les députés. Le président, membre du Conseil exécutif, est élu au suffrage universel, et ne peut pas exercer plus de deux mandats. Les élections législatives et présidentielles ont lieu tous les cinq ans. John Momis a remporté les élections présidentielles de 2010 et de 2015, et Ishmael Toroama celle de 2020.
Chacune des provinces de Papouasie-Nouvelle-Guinée est dotée d'un gouverneur, élu au suffrage universel direct par la population de la province en même temps que les élections législatives nationales (tous les cinq ans), et siégeant ex officio au Parlement national de Papouasie-Nouvelle-Guinée. Bougainville étant la seule province à avoir le statut de « région autonome », elle est gouvernée en réalité par son président, son gouverneur la représentant auprès des instances nationales. Peter Tsiamalili Junior, gouverneur de Bougainville depuis 2021, décrit ainsi son rôle comme étant « un porte-parole du président » auprès du Parlement national, et si possible un coordinateur des députés des trois circonscriptions de Bougainville au Parlement national pour une meilleure promotion des intérêts de la région autonome auprès des instances nationales,,.

### Subdivisions

Carte de la région autonome de Bougainville.

La région est divisée en trois districts, qui sont ensuite divisés en gouvernements de niveau local (GNL, LLG en anglais)
- District de Bougainville central (Arawa-Kieta) :
  - GNL rural d'Arawa
  - GNL rural de Wakunai
- District de Bougainville du Nord (Buka) :
  - GNL rural des Atols
  - GNL rural de Buka
  - GNL rural de Kunua
  - GNL rural de Nissan
  - GNL rural de Selau Suir
  - GNL rural de Tinputz
- District de Bougainville du Sud (Buin) :
  - GNL rural de Bana
  - GNL rural de Buin
  - GNL rural de Siwai
  - GNL rural de Torokina

## Économie
Un petit pourcentage de l'économie de la région provient de l'exploitation minière. La majorité de la croissance économique provient de l'agriculture et de l'aquaculture.

## Religion
La majorité des habitants de Bougainville sont chrétiens, environ 70 % étant catholiques romains et une minorité substantielle appartenant à l'Église unie de Papouasie-Nouvelle-Guinée et des Salomon (protestante) depuis 1968.

### Emblèmes
De ratio 2:3, le drapeau bougainvillois figure en son centre une upe, une coiffe traditionnelle portée par les adolescents mâles lors d'un rite de passage à l'âge adulte.
Créé en 1975 et choisi par concours lors de la proclamation unilatérale de la république des Salomon du Nord, le drapeau est interdit en tant que symbole sécessionniste par le gouvernement de Papouasie-Nouvelle-Guinée lors de la réincorporation de l'île l'année suivante,. Il est cependant officialisé en 1978, puis ses symboles codifiés en 2018.
La loi de 2018 instaure également officiellement un hymne, My Bougainville.

### Sports
Le rugby à XIII est bien implanté dans l'île et plusieurs joueurs bougainvillais ont intégré l'équipe nationale de Papouasie-Nouvelle-Guinée, notamment Bernard Wakatsi, Joe Katsi, Lauta Atoi et Chris Siriosi. La Bougainville Rugby Football League (BRFL), affiliée à la Papua New Guinea Rugby Football League (PNGRFL), compte dans le championnat 2018 huit clubs.
Le FC Bougainville joue dans le championnat de Papouasie-Nouvelle-Guinée de football depuis 2019 dans la conférence du Sud : le club semi-professionnel a été fondé en 2018 est basé à Port Moresby avec des joueurs de Bougainville. Auparavant, une équipe était présente sur l'île avec la Bougainville Soccer Association, qui avait remporté d'ailleurs le championnat national en 1977.
La boxe est populaire à Bougainville avec notamment Thadius Katua qui a représenté la Papouasie-Nouvelle-Guinée aux Jeux olympiques de 2016 après son titre aux Jeux du Pacifique de 2015.